# São Vicente de Pereira Jusã
São Vicente de Pereira Jusã era una freguesia portuguesa del municipio de Ovar, distrito de Aveiro.

## Historia
Fue suprimida el 28 de enero de 2013, en aplicación de una resolución de la Asamblea de la República portuguesa promulgada el 16 de enero de 2013 al unirse con las freguesias de Arada, Ovar y São João, formando la nueva freguesia de Ovar, São João, Arada e São Vicente de Pereira Jusã.